# لاله بختیار
لاله مهری بختیار (۱۳۱۷ – ۲۷ مهر ۱۳۹۹) از جملهٔ اسلام‌شناسان و قرآن‌شناسان ایرانی‌تبار مقیم آمریکا بود. وی فرزند ابوالقاسم بختیار اولین پزشک متخصص جراح ایرانی است. مادرش هلن جفریس بختیار، از اولین پرستاران در ایران در دهه ۱۹۵۰ بود و توسط ایل بختیاری که کوهی را به نام او نامگذاری کردند.

## زندگی و آثار
بختیار در شهر نیویورک از یک مادر مسیحی و آمریکایی و پدری ایرانی با نام مری نل بختیار متولد شد. او آثار زیادی را به زبان انگلیسی در مورد اسلام تألیف کرده، که مهم‌تر از همه ترجمهٔ قرآن وی است، که باعث بحث‌های زیادی در محافل اسلام‌شناسی گردیده است. وی ۲۵ کتاب دیگر نیز در مورد اسلام به تحریر درآورده است. او از شاگردان سید حسین نصر بود. او دکترای خود را در رشتهٔ روان‌شناسی تربیتی از دانشگاه نیومکزیکو دریافت کرد. او در رشتهٔ فلسفه مذهب نیز دارای کارشناسی ارشد از همان دانشگاه است. او برخی آثار مهم علی شریعتی و مرتضی مطهری را نیز به انگلیسی برگردانده است. کتاب دیگر او در مورد زندگی مادرش: هلن توس: اودیسه ای از آیداهو تا ایران در سال ۲۰۰۲ منتشر شد.

## ترجمه قرآن
او قرآن را به انگلیسی ترجمه کرد که در زبان انگلیسی لفظ مجید به متعالی ترجمه شد و در سال ۲۰۰۷ منتشر شد. او در این ترجمه تلاش می‌کند تا دیدگاهی زنانه داشته باشد و معانی دیگری را برای اصطلاحات عربی می‌پذیرد. برای مثال، او کافرون را به‌جای ترجمه‌های رایج «کسانی که ناسپاس هستند» ترجمه می‌کند. یا در سوره ۴ (نساء)، آیه ۳۴، در مورد نحوه رفتار شوهران با زنان سرکش، کلمه عربی ضرب را به جای زدن به «راندن» ترجمه می‌کند او توجیه می‌کرد که این ترجمه‌ها تفاهم بین غیر مسلمانان و مسلمانان را تقویت می‌کند.

## تغییر نام
در ۱۹۵۷ با برادرش جمشید برای دیدار به ایران رفت. از مادرش هلن که در اصفهان زندگی می‌کرد دیدن کردند. هلن با یکی از سران ایل بختیاری به نام یحیی خان بختیاری دوست بود. او به یحیی خان گفت که دخترم فکر نمی‌کند نام مری نل برای او مناسب باشد. از آنجایی که همه برادران و خواهرانش نام‌های فارسی دارند، او دوست دارد نام خود را تغییر دهد. خان نگاهی به دختر کرد و گفت: لاله.

## زندگی شخصی
بختیار در سال ۱۹۶۰ در حالی که یک مسیحی غیر مذهبی بود با معمار ایرانی نادر اردلان ازدواج کرد، او در سال ۱۹۶۴ به اسلام گروید. در سال ۱۹۷۶ از اردلان طلاق گرفت از دانشگاه نیومکزیکو در روان‌شناسی تربیتی دکترا گرفت. در سال ۱۹۹۲ به شیکاگو نقل مکان کرد و یک مشاور بود. در ۱۸ اکتبر ۲۰۲۰ در شیکاگو بر اثر سندرم میلودیسپلاستیک درگذشت.
او دارای سه فرزند به نام‌های مانی هلن (فرهادی)، ایران داور اردلان و کریم اردلان است. دخترش ایران داور، نویسنده، روزنامه‌نگار و بنیان‌گذار IVOW است، یک استارت‌آپ که با مؤسسه اخلاق روانی و راهنمایی سنتی برای توسعه هوش مصنوعی مکالمه‌ای بر اساس سوابق مکتوب بختیار همکاری می‌کند.
برادر بزرگترش جمشید بختیار معروف به جیم روان‌پزشک بود. او در دانشگاه ویرجینیا یک مدافع کناری و مکان‌باز بود و توسط انجمن نویسندگان فوتبال آمریکا به‌عنوان یک تیم اصلی در سال ۱۹۵۷ تیم فوتبال سراسر آمریکا انتخاب شد. خواهرزاده بختیار از طریق خواهرش پروین، رمان‌نویس لیلی مک نیر و برادرزاده او تنیسور سابق فرد مک نیر است.

## جوایز و تقدیر
در ماه می ۲۰۱۶، بختیار جایزه یک عمر دستاورد بنیاد محمد وب در شیکاگو را دریافت کرد.
در ۱۵ نوامبر ۲۰۲۰، دیزی خان، بنیانگذار WISE، از بختیار با جایزه یک عمر دستاورد تقدیر کرد.

## نقد
محمد اشرف، رئیس جامعه اسلامی آمریکای شمالی (کانادا) گفت که به دلیل اینکه بختیار در یکی از مؤسسات معتبر مسلمان تحصیل نکرده است، اجازه فروش قرآن او در کتابفروشی این جامعه در ایسنا را نخواهد داد. او اظهار داشت: 'این ترجمه زن پسند خارج از مسیر است.' «در اسلام به زنان جایگاه بسیار خوبی داده شده است».[
خالد ابوالفضل، استاد حقوق اسلامی از دانشگاه کالیفرنیا، لس آنجلس (UCLA)، گفت که او «به عنوان ویراستار شهرت دارد، نه یک محقق اسلامی»، و سه سال زبان عربی کلاسیک کافی نیست. روش ترجمه‌ای که متکی بر فرهنگ‌های لغت و دیگر ترجمه‌های انگلیسی است دچار مشکل است. او همچنین گفت که برخی از مترجمان مشهور دیگر از علمای اسلام محسوب نمی‌شوند. بختیار با چنین انتقادی مخالف بود و می‌گفت: «این انتقاد وجود دارد، زیرا من یک زن هستم». او همچنین گفت که برخی از مترجمان مشهور دیگر هم از علمای اسلام محسوب نمی‌شوند